# Gewoon houtskoolbekertje
Het gewoon houtskoolbekertje (Anthracobia melaloma) is een schimmel behorend tot de familie Pyronemataceae. Het leeft saprotroof, op brandplekken.

## Verspreiding
In Nederland komt gewoon houtskoolbekertje matig algemeen voor. Het staat op de rode lijst in de categorie 'bedreigd'.

## Foto's

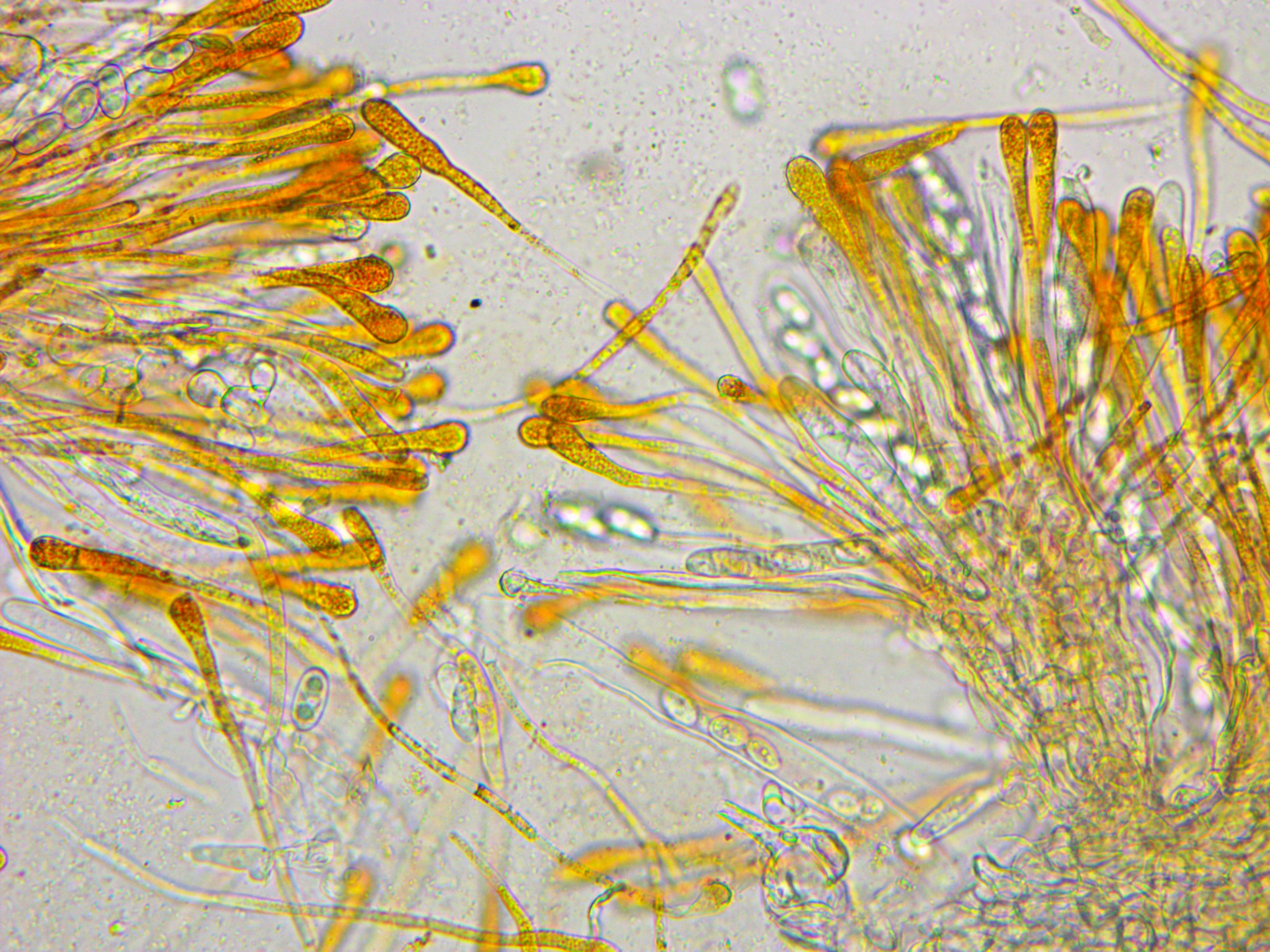
Asci en parafysen